# Maccheroni alla pastora (Alto Adige)
I maccheroni alla pastora (in tedesco Hirtenmakkaroni) sono un piatto tradizionale altoatesino. Si tratta del piatto di pasta più celebre della regione, e viene tipicamente servito nei rifugi di montagna alpini.

## Caratteristiche
Gli ingredienti che caratterizzano i maccheroni alla pastora sono la panna, i piselli, gli champignon, il prosciutto cotto, e il parmigiano grattugiato e i maccheroni, termine che in questo caso si riferisce ad un formato di pasta tubolare corta, come le penne rigate. Nelle sue varianti, il piatto può anche contenere il ragù di salsiccia.
I maccheroni alla pastora non vanno confusi con l'omonima preparazione calabrese a base di ricotta e pepe nero.